# András Kulja
András Kulja, né le 17 septembre 1989 à Nyíregyháza, est un médecin, influenceur web et homme politique hongrois. Membre du Parti Respect et liberté (Tisza), il est élu député européen lors des élections européennes de 2024.

## Biographie

### Études et carrière professionnelle
András Tivadar Kulja naît le 17 septembre 1989 à Nyíregyháza, dans le comitat de Szabolcs-Szatmár-Bereg. Sa famille est originaire de Transcarpatie et fait partie de la minorité magyare d'Ukraine. Sa mère est psychiatre et un autre membre de sa famille est vétérinaire, ce qui l'encourage à poursuivre dans le secteur de la santé. En 2016, il sort diplômé de l'université Semmelweis et devient psychiatre. Il choisit par la suite de changer de voie pour travailler comme chirurgien. En 2022, il devient professeur à l'université Semmelweis. 
Comme chirurgien, András Kulja cherche à valoriser et vulgariser sa profession ; il poste sa première vidéo sur YouTube en 2019 et se lance sur TikTok en 2021. En juin 2024, il compte 368 000 abonnés.

### Carrière politique
Le 6 avril 2024, il se rend à un rassemblement de protestation organisé par le Parti Respect et liberté (Tisza) de Péter Magyar sur la place Kossuth. Peu après, il démissionne de ses postes de chirurgien et de professeur afin de s'engager en politique, affirmant que le devoir de réserve l'empêche de s'exprimer librement et de dénoncer les failles du système de santé hongrois. Il déclare que « Le plus grand problème est que nous ne pouvons pas attirer l'attention sur les problèmes ». 
Il est choisi par Péter Magyar pour figurer en troisième place sur la liste du Parti Respect et liberté en vue des élections européennes de 2024. Le 9 juin 2024, il est élu député européen,. Lors des MEP Awards 2025, récompensant les meilleurs députés européens dans plusieurs catégories, il fait partie des lauréats du prix du « Best Newcomer ».

## Prises de positions
Il se prononce en faveur d'un « plan global de l'UE en matière de soins de santé », notamment en raison du vieillissement démographique de l'Europe. 
Interrogé au sujet de la situation de la minorité magyare d'Ukraine, il considère que « personne n’a jamais nui à la minorité hongroise autant que le gouvernement hongrois actuel ». Il dénonce l'intrumentalisation du conflit russo-ukrainien. Il est favorable à l'adhésion de l'Ukraine à l'Union européenne.